# Christine Blättler
Christine Blättler (* 1967 in Zürich) ist eine Schweizer Philosophin.

## Leben
Christine Blättler studierte Philosophie, Slawistik, Germanistik und Humanmedizin (Physikum) an den Universitäten Bern, Freiburg im Üechtland, Sankt Petersburg, Chabarowsk, Krakau und Prag. Nach der Promotion 2001 zur Dr. phil. an der Universität Bern und der Habilitation 2011 an der Universität Potsdam ist sie seit 2011 Professorin am Philosophischen Seminar der Universität Kiel, Lehrstuhl für Wissenschaftsphilosophie.

## Schriften (Auswahl)
- Delikt: extremer Realismus. Philosophie zwischen Politik und Theologie im vorrevolutionären Prag. Sankt Augustin 2002, ISBN 3-89665-238-9.
- (Hg.): Kunst der Serie. Die Serie in den Künsten. München 2010, ISBN 978-3-7705-5005-0.
- mit Erik Porath (Hg.): Ränder der Enzyklopädie. Berlin 2010, ISBN 978-3-88396-289-4.
- mit Falko Schmieder (Hg.): In Gegenwart des Fetischs. Dingkonjunktur und Fetischbegriff in der Diskussion. Wien 2014, ISBN 978-3-85132-739-7.
- (Hg.): Der Gesandte. Alexandre Kojèves europäische Missionen. Leipzig 2022, ISBN 978-3-88396-345-7.
- mit Petra Maria Meyer (Hg.): Angst und Freiheit. Würzburg 2023, ISBN 978-3-8260-7639-8.